# Nicole Maurey
Nicole Maurey, född 20 december 1926 i Bois-Colombes, död 11 mars 2016 i Versailles, var en fransk skådespelare. Maurey filmdebuterade 1945 och gjorde sin sista filmroll för TV 1997. På 1950-talet medverkade hon förutom i franska produktioner även i några Hollywoodfilmer.

## Filmografi, urval
- 1951 – Prästmans dagbok
- 1953 – Liten pojke borta
- 1954 – Om Versailles kunde berätta
- 1955 – En snygg historia
- 1958 – Jag och översten
- 1959 – Syndabocken
- 1961 – Knacka inte - kom bara!